# Teodoro de Celles
Teodoro de Celles (*Dinant, Bélgica 1166 — † Clairlieu, perto de Huy, 18 de agosto de 1236) foi um cônego de Liège, fundador dos Cônegos Regulares da Ordem da Santa Cruz.

## Biografia
Teodoro de Celles (na atual Bélgica), é venerado como o fundador principal dos Cônegos Regulares da Ordem da Santa Cruz. Teodoro é mencionado pela primeira vez na obra do século XVII de Henricus Russelius Chronicon Cruciferorum sine Sinopse Memorabilium Sacri et Canonici Sanctae Crucis Ordinis. De acordo com Russelius, Teodoro de Celles, enquanto participou na Terceira Cruzada, visitou Jerusalém, onde se familiarizou com os Cônegos Regulares do Santo Sepulcro. Ele teria sido atraído para seu modo de vida, tanto a sua oração comum quanto seu ministério. Russelius então diz que o bispo de Liége, a quem Teodoro acompanhou na Cruzada, lhe confere a posição de um Cônego na Catedral de Liége. Teodoro retornou à sua terra natal e lá assumiu essa posição. Teodoro logo tornou-se interessado na renovação da vita communis entre os cônegos da catedral. Depois, ele fez uma viagem ao sul da França para pregar contra os albigenses. Mais tarde ele voltou a Liège e renunciou à sua posição como um cônego e passou a residir perto da capela de São Teobaldo, no entorno de Huy, em um lugar que foi chamado Clair Lieu. Em 1214, de acordo com Russelius, Teodoro e seus companheiros pediram a confirmação de sua fundação para a autoridade Papal. Mais tarde, Teodoro viajou a Roma, e o Papa Inocêncio III confirmou seu pedido em 03 de maio de 1216 (festa da Exaltação da Santa Cruz). Os primeiros crúzios, sob a liderança de Teodoro, eram conhecidos como os Irmãos da Santa Cruz. Russelius escreveu que Teodoro, morreu em 1236.